# 율 권

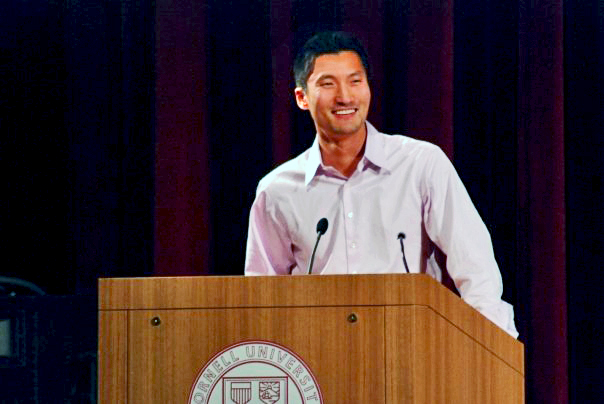

율 권(영어: Yul Kwon 율 퀀[*], 1975년 2월 14일 ~ ) (權律)은 미국 CBS의 인기 리얼리티 프로그램인 《서바이버: 쿡 아일랜드》의 최종 우승자로, 뉴욕주 퀸즈에서 태어났다. 현재 캘리포니아주 산 마태오에 거주하고 있으며 한국계 미국인이다. 스탠퍼드 대학교에서 이론전산학을 전공하였으며 예일 로스쿨을 졸업하였다. 미국 해병대 사관 후보생 과정을 수료했으며 파이 베타 카파(그리스어: ΠΒΚ)를 획득하였다. 권율 장군과 이름이 같다. 미국 의회 위안부 결의안 통과를 위해 로비 활동을 벌인 것으로도 알려져 있다. 동양인 골수 이식 캠페인을 벌이기도 하였다. 2008년 미국 연방 하원선거에 출마할 계획을 가지고 있는 것으로 알려져 있다.

## 참고 문헌
1. ↑  美 서바이벌 우승자 권율, 연방 하원의원 출마할듯 뉴시스 2008-01-20 13:16